# Eubranchus steinbecki
Eubranchus steinbecki är en snäckart som beskrevs av Wilhelm Julius Behrens 1987. Eubranchus steinbecki ingår i släktet Eubranchus och familjen Eubranchidae. Inga underarter finns listade i Catalogue of Life.